# Corydoras panda
Corydoras panda Nijssen & Isbrücker, 1971 è un pesce tropicale d'acqua dolce, appartenente alla famiglia Callichthyidae. 

## Distribuzione e habitat
Proviene dal bacino superiore del Rio delle Amazzoni (Ucayali). Abita torrenti e affluenti d'acqua sia chiara che nera, spesso su substrati sabbiosi. Molti di questi corsi d'acqua in certi periodi dell'anno vengono alimentati dalle acque che defluiscono dallo scioglimento dei ghiacciai delle montagne innevate delle Ande. In questi momenti la corrente aumenta e la temperatura dell'acqua, che solitamente si aggira intorno ai 25 °C, può diventare molto bassa (circa 19 °C).

## Descrizione
Presenta un corpo compresso sui lati. La testa è tondeggiante. La colorazione è rosa-grigia con due macchie nere, una sul peduncolo caudale e una sulla testa. Una terza macchia scura si trova sulla pinna dorsale; le altre pinne sono trasparenti. Sono spesso confusi con altri generi delle sottofamiglie, come Brochis, Scleromystax e Aspidoras. Sono identificati dalle righe gemelle di placche ossee lungo i fianchi e dall'avere meno di 10 raggi nella pinna dorsale. La lunghezza è intorno ai 3,8 cm.Possono facoltativamente respirare aria atmosferica e possiedono una versione modificata dell'intestino, altamente vascolarizzato, che si è evoluto per facilitare l'assorbimento di ossigeno atmosferico e aiutare la sopravvivenza in ambienti poveri di ossigeno. I maschi sono di solito più piccoli delle femmine. Il maschio ha il corpo più allungato e snello, mentre la femmina è molto più arrotondata, specialmente se vista lateralmente. 

## Biologia

### Comportamento
Di solito nuota in piccoli gruppi e si sposta sui fondali alla ricerca di cibo. Ama spesso anche sostare e nascondersi tra le rocce e in diversi anfratti. 

### Riproduzione
Come gli altri Corydoras, si riproduce in zone con corrente abbastanza intensa. Le uova vengono fecondate mentre si trovano tra le pinne ventrali della femmina. Si schiudono in 3-5 giorni e i genitori non rivolgono alcun tipo di cura verso di esse.

### Alimentazione
È onnivoro, si alimenta con vermi, crostacei, insetti e vegetali.

## Acquariofilia
Si può allevare e riprodurre con successo in cattività. È un pesce molto diffuso negli acquari perché facile da riprodurre e quindi poco costoso.